# Bolbogonium kabulicum
Bolbogonium kabulicum là một loài bọ cánh cứng trong họ Geotrupidae. Loài này được Nikolajev & Kabakov miêu tả khoa học năm 1977.